# Besar Musolli
Besar Musolli, född 28 februari 1989 i Podujeva i SFR Jugoslavien, är en kosovansk fotbollsspelare (mittfältare) som spelar för den albanska klubben Kukësi.